# Chrebtijiw
Chrebtijiw (ukr. Хребтіїв; pol. hist. Chreptiów, Chrepty) – wieś na Ukrainie, w obwodzie chmielnickim, w rejonie nowouszyckim, nad Dniestrem. W 2001 roku liczyła 406 mieszkańców.

## Historia
Wieś królewska Chreptyjow, położona była w pierwszej połowie XVII wieku w województwie podolskim.
W 1606 roku było to miejsce stacjonowania wojsk kwarcianych. Około 2 km na południe od wsi, nad urwistym brzegiem rzeki Dniestr położone są pozostałości stanicy wojskowej Rzeczypospolitej na cyplu nad lewym brzegiem Dniestru, pomiędzy Kamieńcem Podolskim a Mohylowem Podolskim – u ujścia rzeczki Danilówka. W 1671 roku objął tu komendę Jerzy Wołodyjowski. Chreptiów został zdobyty przez Turków w 1672 roku.
Chreptiów miał budowę ziemno-drewnianą, stąd do dzisiaj zachowały się dwa równoległe jednometrowej wysokości wały nad samym (ponadstumetrowym) brzegiem Dniestru. Jedyna droga prowadzi przez znaną z Trylogii Nową Uszycę.
Chreptiów stał się popularny za sprawą powieści Henryka Sienkiewicza i filmu Pan Wołodyjowski, jednak filmowy Chreptiów znacznie przerastał pierwowzór, który według pobieżnych pomiarów miał rozmiar około 100×100 metrów.